# Barabattoia laddi
Barabattoia laddi е вид корал от семейство Faviidae. Видът е уязвим и сериозно застрашен от изчезване.

## Разпространение и местообитание
Разпространен е в Австралия, Вануату, Виетнам, Гуам, Индонезия, Кирибати, Малайзия, Маршалови острови, Микронезия, Науру, Нова Каледония, Палау, Папуа Нова Гвинея, Северни Мариански острови, Сингапур, Соломонови острови, Тайланд, Тувалу, Уолис и Футуна, Фиджи, Филипини, Френска Полинезия и Япония.
Среща се на дълбочина около 5 m, при температура на водата около 26,5 °C и соленост 35,1 ‰.

## Описание
Популацията на вида е намаляваща.